# 柳沢保恵
柳沢 保恵（やなぎさわ やすとし、1871年2月5日〈明治3年12月16日〉 - 1936年〈昭和11年〉5月25日）は、日本の統計学者、政治家、実業家、華族（伯爵）。第一生命保険の初代社長。

## 経歴
柳沢氏傍系の越後柳沢家当主で黒川藩藩主の柳沢光昭の次男として、越後国北蒲原郡黒川村（現・新潟県胎内市）に生まれる。幼名は利丸、前名は光敏。保恵の出生前に父の家督は養子で大和郡山藩藩主の息子である柳沢光邦（高家旗本武田信之の六男）がすでに継いでいた。
柳沢一族のなかの優秀な男子ということで本家の養子に選ばれ、明治19年（1886年）、旧大和郡山藩主の柳沢保申の次女秀子と婚約し養子となった（光昭も郡山藩主家の出身であり、保申は保恵の従兄に当たる）。明治26年（1893年）10月27日、保申の死去により家督を相続。
養父保申の息子柳沢保承を自らの養子とした。
明治27年（1894年）7月、学習院を卒業。同年10月、ヨーロッパに留学、ドイツ、オーストリア、ベルギーの大学で統計学などを学んだ。当初3年間だった留学を6年間に延長。明治33年（1900年）9月、フランスやカナダなどに立ち寄り帰国した。大正2年（1913年）7月、柳沢統計研究所を設立した。
1902年（明治35年）9月15日、新たに設立された第一生命保険の初代社長に就任。役員は博文館社長で衆議院議員の大橋新太郎、軍人の浜口茂之助。
明治37年（1904年）7月10日より貴族院議員となり、予算委員長を務めた。大正7年（1918年）より東京市会議員となり、議長を務めた。
1902年、農商務省で保険業法の起草に携わった、日本生命社医の矢野恒太が相互会社として創立した第一生命の、初代社長に就任。
夫人の秀子との間に一男一女あり。長女露子は外交官岡本季正に嫁いだ。

## 将棋棋士との関わり

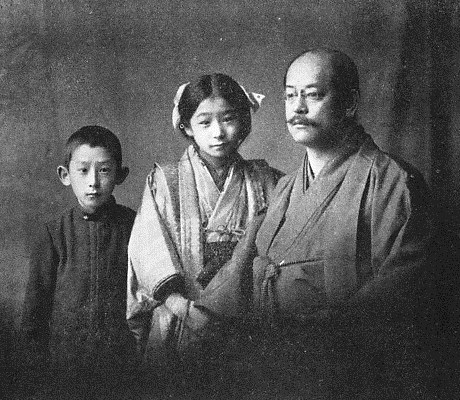
柳沢保恵と子女

有望な人士の面倒を見ることを好み、物心両面で援助をした。特に将棋棋士への援助は厚く、自身も愛棋家であり「将棋の殿様」と呼ばれ、坂田三吉、木村義雄十四世名人などを援助していた。
坂田は「御前様のひいきがなかったら、わしはなかった。いまのわしはすべて御前様のお陰や」（坂田は柳沢を「御前様」あるいは「三位様」と呼んでいた）を口癖にしていたという。

## 栄典
位階
- 1902年（明治35年）12月20日 - 正四位[4]
- 1918年（大正7年）1月10日 - 正三位[5]
- 1927年（昭和2年）1月15日 - 従二位[6]

勲章等
- 1906年（明治39年）4月1日 - 勲四等旭日小綬章[7]
- 1921年（大正10年）7月1日 - 第一回国勢調査記念章[8]

## 系譜
- 柳沢保泰 - 大和国郡山藩（第4代藩主）。郡山藩柳沢家。甲斐国武田氏の遺臣。祖父。
  - 柳沢光昭 - 越後国黒川藩（第7代藩主）。越後柳沢家。父。
    - 柳沢保恵
    - 柳沢秀子 - 大和国郡山藩の柳沢保申（第6代藩主）の子。保恵の妻。
      - 柳沢露子 - 岡本季正（外務省外交官、日蘭協会会長）に嫁ぐ。
      - 柳沢保承 - 柳沢保申の子。養子。
      - 鍋島尚子 - 肥前国佐賀藩の鍋島直大（第11代藩主）の子。鍋島直縄の妹。保承の妻。
        - 柳沢斉徳 - 島津忠重（華族）の子。養子。のちに養子解消。
        - 　　佐久子 
          - 柳沢保徳 -  大和国郡山藩（第9代藩主）。物理学者。孫。

        - 柳沢昭子 - 京極杞陽（華族）に嫁ぐ。
          - 京極高晴 - 靖国神社宮司。
          - 京極高幸 - 京極高鋭（華族、内閣情報局）の養子となる。

        - 柳沢豊子 - 伏見博英（皇族）に嫁ぐ。

## 参考資料
- 『貴族院要覧（丙）』昭和21年12月増訂、貴族院事務局、1947年。
- 岡本嗣郎著『9四歩の謎』 集英社、1997年、ISBN 4-08-781146-8